# Merkendorf, Feldbach
Merkendorf là một đô thị thuộc huyện Feldbach trong bang Steiermark, nước Áo. Đô thị Merkendorf, Feldbach có diện tích 11,21 km², dân số cuối năm 2005 là 1146 người.
Bản mẫu:Đô thị của Feldbach)